# Trötta miljonärer
Trötta miljonärer (engelska: Should Married Men Go Home?) är en amerikansk komedifilm med Helan och Halvan från 1928 regisserad av Leo McCarey och James Parrott.

## Handling
Helan är hemma tillsammans med sin ur, allt är lugnt och stilla. Plötsligt ringer det på dörren, det är Halvan som tar med Helan på en golfrunda. På golfen lyckas de inte bara med att charma på två unga kvinnor, utan även göra så att alla blir involverade i ett bråk där alla kastar lera på varandra.

## Om filmen
Delar av handlingens manus kom att återanvändas i duons senare kortfilmer Sjöcharmörerna som utkom 1929 och Objudna gäster som utkom 1931. Slutscenen i denna film är inspirerad av duons tidigare kortfilm Här skall fajtas från 1927.
Detta var den första filmen med Stan Laurel och Oliver Hardy presenterades som en "Helan och Halvan"-film. I tidigare filmer dem medverkat i tillsammans hade tidigare presenterats som All-Star-komedier.

## Rollista (i urval)
- Stan Laurel – Stan (Halvan)
- Oliver Hardy – Ollie (Helan)
- Edgar Kennedy – golfare
- Edna Marion – blond flickvän
- Viola Richard – mörkhårig flickvän
- John Aasen – lång golfare
- Chet Brandenburg – caddie
- Sam Lufkin – butiksägare
- Charlie Hall – läskförsäljare[2]